# Howard Walter Florey
Howard Walter Florey, barone Florey di Adelaide, nello Stato del South Australia e del Commonwealth di Australia e di Marston nella contea di Oxford (Adelaide, 24 settembre 1898 – Oxford, 21 febbraio 1968), è stato un medico, patologo e fisiologo australiano, premio Nobel per la medicina per il suo contributo nei processi di estrazione della penicillina.

## Biografia

### Infanzia e adolescenza
Howard Walter Florey nacque il 24 settembre 1898, Adelaide (Australia). Suo padre, il calzolaio Joseph Florey (1857-1918), sposato con Charlotte, nel 1885 decise con le sue due figlie di emigrare in Australia per cercare di migliorare le condizioni di salute della moglie malata di tubercolosi. Si stabilì ad Adelaide (Australia) ma restò vedovo dopo circa un anno. Nel 1885 Joseph sposò Bertha Wadham dalla quale ebbe due figlie prima di avere Howard. Non abbiamo notizie della sua vita fino al 1916 quando si iscrisse alla facoltà di medicina. Nel 1918 morì suo padre lasciando la famiglia con molti debiti. Nonostante le difficoltà economiche Florey compì brillantemente i suoi studi universitari laureandosi nel 1921. Durante tutti gli studi universitari fu attratto dai laboratori di ricerca convinto che questo potesse essere il suo futuro. Dopo la laurea una borsa di studio (Rhodes Scholarship) gli permise di continuare gli studi a Oxford. Ben presto decise di non tornare più in Australia consapevole del fatto che solo l'Inghilterra potesse offrirgli una carriera da ricercatore.

### Oxford e Cambridge
L'Inghilterra, e soprattutto Oxford, erano molto differenti rispetto all'Australia ma ben presto Florey si abituò alla sua mentalità scientifica. Durante gli anni di Oxford l'orientamento di Florey venne influenzato da Sir Charles Sherrington che alimentò la sua passione per la fisiologia. Nell'ottobre del 1923 prese servizio presso il dipartimento di fisiologia iniziando a fare esperimenti, con pazienza, dedizione e capacità, sulla circolazione del sangue nei capillari cerebrali dei gatti. Sherrington fu colpito così tanto da Florey da spingerlo a concorrere per la borsa di studio di patologia sperimentale John Lucas Walker all'universita di Cambridge, concorso vinto nel 1924. A Cambridge Florey continuò il suo lavoro sullo studio del capillari cerebrali indirizzandolo soprattutto verso il processo infiammatorio. Nel 1925 ottenne dalla Fondazione Rockefeller una borsa di studio che gli consentì di soggiornare per un anno negli Stati Uniti. Partì per New York il 19 settembre del 1925 con la speranza di lavorare alla Cornell University con Robert Chambers, un esperto a livello mondiale nella microdissezione dei tessuti. Quando questa opportunità sfumò Florey si trasferì a Filadelfia dove iniziò a lavorare presso il laboratorio di farmacologia di Alfred Newton Richards, scelta che si rivelò decisiva per il suo futuro professionale.

### Preludio alla penicillina
Mentre era in America, a Florey venne offerta, da un benefattore sconosciuto, una borsa di studio che gli garantiva libertà di ricerca e uno stipendio annuale. Florey prolungò il suo soggiorno in America di due settimane per poi tornare in Inghilterra nel maggio 1926. A Londra Florey si innamorò di Mary Ethel Hayter Reed, laureata in medicina, figlia di una famiglia benestante di Adelaide, con la quale intratteneva un rapporto epistolare dai tempi dell'Australia. Si sposarono il 19 ottobre del 1926. Mary Ethel Hayter Florey divenne il primo medico ad usare e sperimentare la penicillina. Nonostante la lunga unione, durata fino alla morte di Ethel avvenuta nel 1966, i rapporti con la moglie non furono molto buoni. Dal matrimonio nacquero due figli, Paquita e Charles.
A Londra Florey si interessava delle secrezioni mucose, passione accresciuta in America e sicuramente dipendente dai suoi problemi di salute: soffriva di dispepsia. Florey collegò le secrezioni mucose e i meccanismi fondamentali di difesa organica contro le infezioni, in questo ambito molto importante è la funzione del lisozima scoperto da Fleming nel 1921 nelle secrezioni naturali come il muco. Benché le sue ricerche sul lisozima si siano poi rivelate di grande importanza, all'epoca delle prime pubblicazioni era sfuggita a Florey l'azione antibatterica di questa sostanza, proprietà rivalutata qualche anno più tardi nel suo dipartimento di Oxford. Nel 1927 ottenne un lettorato presso la Cambridge University. Presso questa Università incontrò quello che si rivelò un importante collaboratore: il tecnico di laboratorio Jim Kent, che rimarrà suo assistente per 40 anni e al quale fu debitore di gran parte dei suoi successi sperimentali.
Florey rimase a Cambridge fino al 1932, aumentando la sua fama di patologo dotato di ottima intelligenza e di una notevole destrezza manuale in laboratorio. Nel 1931 egli decise di fare richiesta per la cattedra di patologia Joseph Hunter alla Sheffield University Medical School, che poteva vantare due membri della Royal Society: John Beresford Leathes e Edward Mellanby. Florey venne assunto nel marzo 1932 nonostante possedesse poca esperienza della materia rispetto a quella che era richiesta ad un professore di patologia. Ad Oxford Florey rimase per tutta la sua vita organizzando un efficiente dipartimento di patologia sperimentale che ebbe un ruolo essenziale in una delle scoperte più importanti del ventesimo secolo: la penicillina. In questo dipartimento lavorava come biochimico un giovane molto talentuoso, Ernst Boris Chain. Florey fu immediatamente molto interessato alla penicillina; rifiutò infatti molti lavori per dedicarsi al suo studio. La penicillina era già da tempo conosciuta fin da quando comparve sul British Journal of Experimental Pathology la famosa pubblicazione di Fleming. Florey, inoltre, era spesso in contatto con Fleming che gli forniva informazioni sul lisozima e sulle sue modalità di azione, ricerca che ad Oxford fu assegnata a Chain. Dello staff di Florey faceva parte Cecil George Paine che aveva studiato al St Mary's Hospital dove aveva avuto la possibilità di seguire i brillanti esperimenti di Fleming con la penicillina.

### La penicillina e dopo
Nel 1935 Gerhard Domagk pubblica un articolo sul Protosil (il primo sulfamide) e nel 1939 René Dubos pubblicò un lavoro sulla tirotricina. Nel settembre 1939, tre giorni prima dello scoppio della guerra, Florey chiese al suo vecchio collega ed amico Edward Mellanby, allora segretario del Medical Research Council, dei fondi per testare l'efficacia della penicillina. Gli furono dati £25, con la possibilità di arrivare fino a £100, inoltre ci fu una donazione extra di 5000 $ da parte della Rockefeller Foundation. Chain, con il suo fiuto infallibile, e con l'aiuto di Norman Heatley (specialista di microtecniche) riuscì a purificare la penicillina, cosa molto difficile in quanto si rivelava molto instabile, e iniziò a condurre i suoi esperimenti sui topi. Un articolo che descriveva questi esperimenti comparve su Lancet nell'agosto del 1940. Da quel momento il dipartimento fu trasformato in una fabbrica per la produzione della penicillina. Nei primi mesi del 1941 fu eseguito il primo esperimento su un volontario: fin dagli inizi ci si accorse delle grandi potenzialità di questa nuova cura.
Era quasi impossibile purificare e produrre la penicillina su larga scala, quindi Florey decise di andare in America per cercare finanziamenti, ciò fu reso necessario dal fatto che le industrie farmaceutiche britanniche erano impegnate nello sforzo bellico. Accompagnato da Norman Heatley (all'insaputa di Chain che si contrariò molto dall'essere stato tenuto all'oscuro del viaggio) Florey partì in gran segreto per gli Stati Uniti il 24 giugno 1941. Durante il suo viaggio non ebbe grandi risposte dalle case farmaceutiche, pertanto si rivolse ad un vecchio amico, Newton Richards, che aveva una posizione importante nel National Defense Research Committee. Con il suo aiuto riuscì ad ottenere la collaborazione delle case farmaceutiche.
Alla fine della seconda guerra mondiale i problemi per la produzione della penicillina erano completamente risolti. Nello stesso tempo Florey continuava i suoi esperimenti in Inghilterra. Florey era una persona molto riservata e non amava parlare dei suoi esperimenti ai media ma i riconoscimenti non tardarono ad arrivare. Nel 1942 divenne membro della Royal Society per poi diventare pochi anni dopo Presidente. Nel 1944 fu nominato Cancelliere e nel 1945 vinse il premio Nobel con Fleming e Chain, premio che lo rese internazionale e famoso. In Australia rifiutò un incarico governativo ma cooperò con entusiasmo alla progettazione dell'Università Nazionale Australiana di Canberra, dove nel 1965 divenne Chancellor (titolo equivalente a quello di rettore).
A Florey vennero assegnate numerose medaglie e lauree honoris causa, premi internazionali e fu decorato con la massima onorificenza britannica, la Legion d'onore, nel 1946. Dopo la morte della prima moglie, nel 1967 Florey si risposò con quella che era stata una sua collega per circa vent'anni, Margaret Jennings. Fu una breve ma felice unione. Florey morì per un attacco cardiaco il 21 febbraio 1968.